# 4542 Mossotti
4542 Mossotti је астероид главног астероидног појаса чија средња удаљеност од Сунца износи 3,011 астрономских јединица (АЈ).
Апсолутна магнитуда астероида је 11,0.